# جولييان مونتويا
جولييان مونتويا (بالإسبانية: Julián Montoya) هو لاعب اتحاد الرغبي أرجنتيني، ولد في 29 أكتوبر 1993 في بوينس آيرس في الأرجنتين.

## وصلات خارجية
- جولييان مونتويا على موقع دوري الرغبي الممتاز (الإنجليزية)
- جولييان مونتويا عل موقع إسبنسكروم (الإنجليزية)
- جولييان مونتويا على موقع ItsRugby.co.uk (الإنجليزية)